# Mediaal
Mediaal, Latijn: medius, midden, is de plaatsaanduiding van een lichaamsonderdeel aan de binnenzijde, naar de mediaanlijn toe, als het lichaam zich in anatomische houding bevindt. Lateraal is het tegengestelde, aan de buitenzijde, van de mediaanlijn af.
superior · inferior · anterior · posterior 

craniaal · rostraal · caudaal 

proximaal · distaal 

ventraal · dorsaal · lateraal · mediaal
coronaal · sagittaal · mediaan · transversaal 

nasaal · temporaal · occipitaal 

contralateraal · ipsilateraal · bilateraal · unilateraal 

afferent · efferent